# Друк, Владимир Яковлевич
Влади́мир Друк (род. 26 октября 1957) — русский поэт и литератор, изобретатель, специалист по информационной архитектуре.

## Биография
Окончил факультет психологии МГПИ (1980) и аспирантуру факультета интерактивных коммуникаций Нью-Йоркского Университета (2001).
Один из создателей Московского клуба Поэзии (1986). В 1991 году основал Московский Институт Сновидений и Виртуальных Реальностей (позднее — лаборатория РАН).
С 1994 года живёт в Нью-Йорке. С момента основания литературной премии им. О. Генри «Дары волхвов» (2010) вошёл в состав её жюри.
Член Союза российских писателей.

## Стихи
Стихи Владимира Друка «Едет поезд через реку…», «Роман», «Человечек еле-еле», «Я близорук. И в микромире…» были опубликованы в апреле 1987 года в журнале «Юность» в рубрике «Испытательный Стенд». Стихотворение «Роман» также было опубликовано в журнале «Пионер».
В Москве выходили книги стихов: в 1991 году — «Нарисованное яблоко» (изд. «Детская Литература»), в 1992 — «Коммутатор» (изд. «ИМА-ПРЕСС»), в конце 2008 года — сборник избранного «Одноразовые Птицы» (изд. «НЛО», 2009), получивший диплом премии «Московский счёт 2009».
Рукописная книга Владимира Друка «Второе Яблоко» (изд. «Джульетта и Духи») в 2002 году была победителем конкурса «Русская Америка» (Нью-Йорк).

## Статьи
- Возможные миры и виртуальные реальности. (Институт сновидений и виртуальных реальностей. // Выпуск I. Сост. В. Я. Друк и В. П. Руднев. — Москва, 1995.)
- Автор 2.0: новые вызовы и возможности // Новое литературное обозрение. 2009. № 6 (100).